# Chico Marx
Leonard Joseph (Chico) Marx (22 maart 1887 – 11 oktober 1961) was een Amerikaans acteur, komiek en musicus. Hij was een deel van The Marx Brothers.

## Biografie
Leonard Marx werd geboren in New York, als tweede kind van Sam en Minnie. Zijn oudere broer Manfred stierf echter al op zeer jonge leeftijd. De naam ´Chico´ zou hij te danken hebben aan het feit dat hij altijd achter de vrouwen (chicks) aanzat.  Chico speelde in alle shows en films van The Marx Brothers. Altijd in de rol van de versierder, de rokkenjager, de losbandige oplichter. Hij cultiveerde hier ook een Italiaans imago voor, met een Italiaans accent.
Chico was ook een ongeneeslijk gokverslaafde. Zijn hele leven lang is hij blijven optreden omdat hij wel moest, altijd was zijn geld op. In het begin in de shows, vervolgens de films en de radio, en later nog weer shows en als musicus, weer terug in het kleine circuit van zalen waar hij ook begonnen was. Toen hem eens gevraagd werd hoeveel geld hij al verloren had, was zijn antwoord: "vraag Harpo maar hoeveel hij verdiend heeft, zo veel heb ik verloren". Toch was het feit dat hij wel een gokje wilde wagen niet altijd slecht, hij was wel degene die de initiatieven nam. Chico kwam met het idee voor de muzikale show die hun doorbraak zou blijken te zijn. En Chico was degene die ze erdoorheen trok wanneer het tegen zat. 

Met zijn charme speelde Chico veel klaar. Toen Minnie Marx zich als manager terugtrok, heeft Chico dat overgenomen. In die tijd kreeg hij voor elkaar dat ze op Broadway konden spelen, dat ze een uitnodiging uit Londen kregen en last but not least, dat Irving Thalberg van MGM met hen aan het werk wilde.
Chico en Harpo leken veel op elkaar, konden als tweeling door het leven. Het is zelfs een keer zo geweest dat Chico, verkleed als Harpo met Harpo's pruik en kleding optrad in een televisiespelletje, en dat hij alle panelleden voor de gek kon houden, inclusief zijn broer Groucho.
Chico trouwde op 22 maart 1917 met Betty Carp, in januari 1918 werd hun dochter Maxine geboren. In 1940 scheidden Chico en Betty. In augustus 1958 hertrouwde Chico met Mary De Vithas. In 1980 verscheen het boek "Growing up with Chico", waarin Maxine over haar jeugdervaringen met haar vader vertelt. Maxine Marx overleed op 14 september 2009. 
Chico overleed op 11 oktober 1961 in Hollywood, aan de gevolgen van aderverkalking. Op zijn begrafenis hield een man een grafrede, die een totaal verkeerd beeld van Chico schetste. Het commentaar van Harpo hierop was: "huur alsjeblieft een mime-speler in voor mijn begrafenis". Hij ligt begraven in Glendale in Californië.

## Films
Chico Marx speelde in de volgende films:
| Film                         | Jaar | Rol                    |
| Humor Risk                   | 1921 | (Italian)?             |
| The Cocoanuts                | 1929 | Chico                  |
| Animal Crackers              | 1930 | Signor Emanuel Ravelli |
| Monkey Business              | 1931 | A Stowaway             |
| The House That Shadows Built | 1931 |                        |
| Horse Feathers               | 1932 | Barovelli              |
| Hollywood on Parade No.5     | 1932 |                        |
| Duck Soup                    | 1933 | Chicolini              |
| Hollywood on Parade No.9     | 1933 |                        |
| A Night at the Opera         | 1935 | Fiorello               |
| A Day at the Races           | 1937 | Tony                   |
| Room Service                 | 1938 | Harry Binelli          |
| At the Circus                | 1939 | Antonio Pirelli        |
| Go West                      | 1940 | Joseph Panello         |
| The Big Store                | 1941 | Ravelli                |
| Screen snapshot No. 110      | 1943 |                        |
| A Night in Casablanca        | 1946 | Corbaccio              |
| Love Happy                   | 1949 | Faustino               |
| The Story of Mankind         | 1957 | Monk                   |

- Biblioteca Nacional de España: XX949847
- Bibliothèque nationale de France: cb13927167s (data)
- Catàleg d'autoritats de noms i títols de Catalunya: 981058513929606706
- Gemeinsame Normdatei: 129591475
- International Standard Name Identifier: 0000 0003 6861 2612
- Library of Congress Control Number: n80073739
- MusicBrainz: fbc1e872-135f-4dd0-bc63-949b87b26e4d
- Nationale Bibliotheek van Tsjechië: xx0162837
- Nationale Bibliotheek van Israël: 987007265014705171
- Nederlandse Thesaurus van Auteursnamen: 070734852
- SNAC: w6w68qxs
- Système universitaire de documentation: 069909873
- Trove: 1161017
- Virtual International Authority File: 98038638
- WorldCat: E39PBJh4vCkyPCBWtfccw3JqwC